# Роберто Баутиста Агут
Роберто Баутиста Агут (на испански: Roberto Bautista Agut) е испански тенисист. 

## Биография
Роберто Баутиста Агут е роден на 14 април 1988 г. в Кастельон де ла Плана, Испания. Баща му Хоакин е бивш футболист и банкер, почива през ноември 2019 г. по време на турнира за Купа Дейвис. Майка му Естер притежава магазин за дрехи в Кастелон де ла Плана, тя почива неочаквано през май 2018 г. Баутиста Агут започва да играе тенис на петгодишна възраст, когато майка му го записва да играе през уикендите. Неговият любим удар е форхенд. Неговите идоли в детството са Хуан Карлос Фереро и Давид Ферер. Извън тениса той обича да язди (има седем коня) и да играе различни спортове. Играл е футбол за Villarreal C.F. до 14-годишна възраст, когато решава да се съсредоточи върху тенис кариерата си.
Роберто Баутиста Агут е женен за Ана Боди Тортоса. Двойката се жени на 30 ноември 2019 г. Първото им дете е момче Роберто, роден през септември 2020 г.

## Кариера

### Младша кариера
Агут Като юноша Роберто Баутиста достига рекорд 41–13 победи и загуби на сингъл, достига до номер 47 в световната ранглиста за юноши през юли 2006 г.

### Професионална кариера
Роберто Баутиста Агут се класира за турнира във Валенсия, който е част от ATP 500 през 2009 г., губи от Алберт Монтанес в първия кръг. Той се класира за първото си участие в Големия шлем на Откритото първенство в Австралия през 2012 г. Той губи в първия кръг от Рикардо Мело в два сета. На 13 август 2012 г. Баутиста Агут пробива в топ 100 за първи път след силно представяне в турнирите на Чалънджър. Той достига първия си четвъртфинал на ниво ATP в Санкт Петербург по-късно същата година, губи от Фабио Фонини.
Роберто Баутиста Агут достига до номер 9 в света в ранглистата на Асоциацията на професионалистите по тенис (ATP) на сингъл, постигнато на 4 ноември 2019 г. Печели единадесет титли на ATP на сингъл от двадесет и два финала, като най-голямата му победа е през 2018 г. на Дубай Тенис Чемпиъншипс, турнир от сериите ATP 500. Най-големият му финал е на Шанхай Мастърс през 2016 г., където губи от Анди Мъри. Най-добрият му резултат на мейджър е на Уимбълдън през 2019 г., където достигна до полуфинал.

## Кариерна статистика

#### Финали натурнири от сериите Мастърс(1)
| година | турнир         | съперник във финала | резултат      |
| ------ | -------------- | ------------------- | ------------- |
| 2016   | Шанхай Мастърс | Анди Мъри           | 6–7(1–7), 1–6 |

### ATP финали (12 титли; 23 финала)
|        | П–З   | Година | Турнир                  | Клас         | Настилка   | Опонент               | Резултат                |
| ------ | ----- | ------ | ----------------------- | ------------ | ---------- | --------------------- | ----------------------- |
| Загуба | 0–1   | 2013   | Ченай Оупън             | 250 серии    | Твърда     | Янко Типсаревич       | 6–3, 1–6, 3–6           |
| Победа | 1–1   | 2014   | Росмален Чампионшип     | 250 серии    | Трева      | Бенямин Бекер         | 2–6, 7–6(7–2), 6–4      |
| Победа | 2–1   | 2014   | Щутгарт Оупън           | 250 серии    | Клей       | Лукаш Росол           | 6–3, 4–6, 6–2           |
| Загуба | 2–2   | 2014   | Кремлин Къп             | 250 серии    | Твърда (з) | Марин Чилич           | 4–6, 4–6                |
| Загуба | 2–3   | 2015   | Кремлин Къп             | 250 серии    | Твърда (з) | Марин Чилич           | 4–6, 4–6                |
| Загуба | 2–4   | 2015   | Валенсия Оупън          | 250 серии    | Твърда (з) | Жоао Соуса            | 6–3, 3–6, 4–6           |
| Победа | 3–4   | 2016   | Окланд Оупън            | 250 серии    | Твърда     | Джак Сок              | 6–1, 1–0 отказва се     |
| Победа | 4–4   | 2016   | София Оупън             | 250 серии    | Твърда (з) | Виктор Троицки        | 6–3, 6–4                |
| Загуба | 4–5   | 2016   | Уинстън-Сейлъм Оупън    | 250 серии    | Твърда     | Пабло Каренио Буста   | 7–6(8–6), 6–7(1–7), 4–6 |
| Загуба | 4–6   | 2016   | Шанхай Мастърс          | Мастърс 1000 | Твърда     | Анди Мъри             | 6–7(1–7), 1–6           |
| Победа | 5–6   | 2017   | Ченай Оупън             | 250 серии    | Твърда     | Даниил Медведев       | 6–3, 6–4                |
| Победа | 6–6   | 2017   | Уинстън-Сейлъм Оупън    | 250 серии    | Твърда     | Дамир Джумхур         | 6–4, 6–4                |
| Победа | 7–6   | 2018   | Окланд Оупън            | 250 серии    | Твърда     | Хуан Мартин дел Потро | 6–1, 4–6, 7–5           |
| Победа | 8–6   | 2018   | Дубай Тенис Чемпиъншипс | 500 серии    | Твърда     | Лукас Пуи             | 6–3, 6–4                |
| Загуба | 8–7   | 2018   | Суис Оупън              | 250 серии    | Клей       | Матео Беретини        | 6–7(9–11), 4–6          |
| Победа | 9–7   | 2019   | Катар Оупън             | 250 серии    | Твърда     | Томаш Бердих          | 6–4, 3–6, 6–3           |
| Загуба | 9–8   | 2021   | Сюд дьо Франс           | 250 серии    | Твърда (з) | Давид Гофен           | 7–5, 4–6, 2–6           |
| Загуба | 9–9   | 2021   | Катар Оупън             | 250 серии    | Твърда     | Николоз Басилашвили   | 6–7(5–7), 2–6           |
| Победа | 10–9  | 2022   | Катар Оупън             | 250 серии    | Твърда     | Николоз Басилашвили   | 6–3, 6–4                |
| Загуба | 10–10 | 2022   | Майорка Оупън           | 250 серии    | Трева      | Стефанос Циципас      | 4–6, 6–3, 6–7(2–7)      |
| Победа | 11–10 | 2022   | Австрия Оупън           | 250 серии    | Клей       | Филип Мисолич         | 6–2, 6–2                |
| Загуба | 11–11 | 2023   | Аделаида Интернешънъл 2 | 250 серии    | Твърда     | Квон Сунво            | 4–6, 6–3, 6–7(4–7)      |
| Победа | 12–11 | 2024   | Юръпиън Оупън           | 250 серии    | Твърда (з) | Иржи Лехечка          | 7−5, 6−1                |